# La ventana de enfrente (película de 2003)
La ventana de enfrente (en italiano: La finestra di fronte) es una película italiana de 2003 dirigida por Ferzan Özpetek, quien junto a Gianni Romoli escribió también el guion.

## Trama
Giovanna (Giovanna Mezzogiorno) y su marido Filippo (Filippo Nigro) llevan una vida rutinaria e infeliz. Ella trabaja como contable y él tiene que trabajar por las noches. Discuten constantemente y su relación parece seguir adelante solo por sus hijos.
Un día, de camino a casa, se cruzan con un hombre mayor, Davide (Massimo Girotti), que parece estar desorientado y amnésico. A pesar de las protestas de Giovanna, Filippo insiste en llevarle a casa para acompañarle a la policía al día siguiente. Pero lo que en principio iba a ser una noche pasan a ser días, durante los cuales el hombre parece recordar algo de su pasado que le tortura. Giovanna pasa cada vez más tiempo con él y descubre, entre otras cosas, un número tatuado en su antebrazo (que indica su paso por un campo de concentración) y un nombre importante en su pasado, Simone, el del hombre al que amó.
Lorenzo (Raoul Bova) vive al otro lado de la calle y su apartamento queda enfrente del de Giovanna. Ambos parecen sentirse atraídos por el otro. Lo que al principio eran simples miradas se transforma en tonteo y posteriormente en un apasionado beso. Cuando Lorenzo le comunica a Giovanna que tendrá que mudarse a otra ciudad por razones laborales, esta no sabe qué hacer: seguir los dictados de su corazón, o ser responsable y quedarse con su familia.

## Premios
- Premios David de Donatello
  - Mejor película
  - Mejor actor (Massimo Girotti)
  - Mejor actriz (Giovanna Mezzogiorno)
  - Mejor banda sonora (Andrea Guerra)

- Premios Nastro D'Argento
  - Mejor actriz (Giovanna Mezzogiorno)
  - Mejor guion original (Ferzan Özpetek y Gianni Romoli)
  - Mejor canción ('Gocce di memoria' de Giorgia)

- Festival Internacional de Cine de Karlovy Vary
  - Mejor película

- Festival Internacional de Cine de Seattle
  - Mejor película